# Carol Feeney
Pour les articles homonymes, voir Feeney.
Carol Feeney est une rameuse américaine née le 4 octobre 1964 à Oak Park (Illinois).

## Biographie
Elle dispute les épreuves d'aviron aux Jeux olympiques d'été de 1992 à Barcelone où elle remporte une médaille d'argent en quatre sans barreur (avec Amy Fuller, Cindy Eckert et Shelagh Donohoe).

## Palmarès
- Jeux olympiques d'été de 1992 à Barcelone
  -  Médaille d'argent en quatre sans barreur